# Cilunculus bifidus
Cilunculus bifidus är en havsspindelart som först beskrevs av Stock, J.H. 1968.  Cilunculus bifidus ingår i släktet Cilunculus och familjen Ammotheidae. Inga underarter finns listade i Catalogue of Life.